# Парламентские выборы в Габоне (1996)
Парламентские выборы в Габоне проходили 15 и 29 декабря 1996 года. Габонская демократическая партия одержала победу, получив 85 из 120 мест.

## Результаты
| Партия                                                                                     | Голоса | % | Места | +/-   |
| ------------------------------------------------------------------------------------------ | ------ | - | ----- | ----- |
| Габонская демократическая партия                                                           |        |   | 85    | +22   |
| Габонская прогрессивная партия                                                             |        |   | 10    | -8    |
| Национальное движение лесорубов — Ралли за Габон                                           |        |   | 7     | -13   |
| Круг либеральных реформаторов                                                              |        |   | 2     | новая |
| Габонский социалистический союз                                                            |        |   | 2     | -2    |
| Африканский форум за реконструкцию                                                         |        |   | 1     | новая |
| Круг за обновление и прогресс                                                              |        |   | 1     | 0     |
| Конгресс за демократию и справедливость                                                    |        |   | 1     | новая |
| Демократический и республиканский альянс                                                   |        |   | 1     | новая |
| Движение за национальное очищение                                                          |        |   | 1     | -6    |
| Движение за демократию и прогресс                                                          |        |   | 1     | новая |
| Союз габонского народа                                                                     |        |   | 1     | новая |
| Независимые                                                                                |        |   | 7     | +7    |
| Всего                                                                                      |        |   | 120   | 0     |
| Источник: African Elections Database Архивная копия от 13 сентября 2018 на Wayback Machine |        |   |       |       |